# 모리스 르블랑

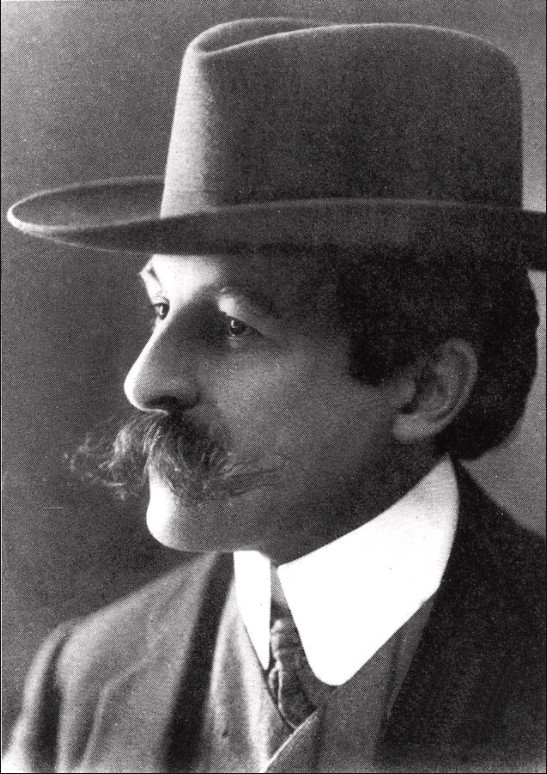

모리스 마리 에밀 르블랑(프랑스어: Maurice Marie Émile Leblanc, 1864년 11월 11일 ~ 1941년 11월 6일) 은 프랑스의 소설가이자 단편소설 작가다.
처음에는 기 드 모파상의 영향을 받아 풍속 심리 소설을 썼다. 1907년 도둑과 명탐정의 1인 2역을 하는 괴도 아르센 뤼팽을 주인공으로 하는 여러 편의 범죄 소설과 추리 소설을 발표하여 세계적으로 유명해졌다. 대표 작품으로 《괴도 신사 아르센 뤼팽》 등이 있다. 20세기 초부터 1939년까지 활동했다.

## 대표작
- 아르센 뤼팽
- 커플들
- 어떤 여자

## 같이 보기
- 마리우스 자코브

## 참고 자료
- 이 문서에는 다음커뮤니케이션(현 카카오)에서 GFDL 또는 CC-SA 라이선스로 배포한 글로벌 세계대백과사전의 내용을 기초로 작성된 글이 포함되어 있습니다.